# Đeram
Stari Đeram ou, plus familièrement, Đeram (en serbe cyrillique : Стари Ђерам et Ђерам) est un quartier de Belgrade, la capitale de la Serbie. Il est situé dans la municipalité de Zvezdara. En 2002, il comptait 2 465 habitants.

## Localisation
Đeram est situé le long du Bulevar kralja Aleksandra (le « Boulevard du roi Alexandre ») et organisé autour d'un marché qui porte le même nom. Le quartier se trouve dans la partie orientale de la municipalité de Zvezdara, à 2 km de Terazije, qui est souvent considéré comme le centre de la capitale serbe. Il est bordé par les quartiers de Crveni krst au sud, Lipov Lad au sud-est, Lion à l'est, Bulbulder et Slavujev venac au nord et Vukov spomenik à l'ouest.

## Histoire et administration
En 1952, quand Belgrade fut divisée en municipalités, l'une d'entre elles porta le nom de Stari Đeram (« l'ancien Đeram »). Le 1er janvier 1957, la municipalité fut abolie et intégrée dans celle de Zvezdara. Aujourd'hui, le quartier constitue une communauté locale, celle de Smederevski Đeram, le « Đeram de Smederevo ».

## Caractéristiques
Le quartier doit son nom à un puits qui y était situé. Il possède un des plus grands marchés en plein air de Belgrade, Đeram pijaca, qui doit être rénové en 2008 et devenir le plus grand marché couvert de la capitale. Le quartier est essentiellement résidentiel, avec une section commerçante le long du Bulevar, l'une des plus importantes de Belgrade.